# Filippo Gorrieri
Filippo Gorrieri (Roma, 5 giugno 1993) è un ex cestista italiano.

## Carriera
Vanta 8 presenze in Serie A, collezionate in due stagioni con la maglia della Virtus Roma. Nel 2013-2014 milita nell'Andrea Costa Imola.